# Frédéric Levavasseur
Pour les articles homonymes, voir Levavasseur.
Pierre-Louis Frédéric Levavasseur est un prêtre catholique spiritain français né le 25 février 1811 à Sainte-Marie de La Réunion et mort le 16 janvier 1882 à Paris. Il est resté célèbre à La Réunion, où un lycée privé de Saint-Denis a pris son nom à sa création dans les années 1970, ainsi qu'une association gestionnaire d'établissements médico-sociaux. Il est notamment connu pour son catéchisme à l'intention des esclaves.
Frédéric Levavasseur a encouragé sa cousine, Aimée Pignolet de Fresnes, à fonder une congrégation locale, la congrégation des Filles de Marie. Aimée, devenue Sœur Madeleine de la Croix, a ouvert plusieurs orphelinats et encouragé le noviciat des esclaves affranchies. La Congrégation existe encore aujourd'hui, présente à La Réunion, à Maurice, à Madagascar et aux Seychelles.
La gestion des orphelinats, puis d'établissements médico-sociaux pour l'accueil, l'hébergement, les soins et l'éducation adaptée des enfants ou des adultes handicapés a été reprise par une association loi de 1901 fondée par les Filles de Marie : l'association Frédéric Levavasseur.
Il est supérieur général de sa congrégation de 1881 à sa mort.